# Distruzione della reputazione
La distruzione della reputazione (character assassination in inglese) è un processo intenzionale e duraturo che distrugge la credibilità e la reputazione di una persona, un'istituzione, un gruppo sociale o una nazione.

## Metodologie
Può scaturire da invettive, false accuse, esagerazioni, mezze verità fuorvianti o manipolazione dei fatti, per presentare un quadro falsato della persona presa di mira. È una forma di diffamazione, nei casi più gravi operata a mezzo stampa, e può essere utilizzata come argumentum ad hominem.
Noam Chomsky osserva che nella società moderna questo tipo di manipolazione dell'informazione ha radici culturali: solo "il 20-30% del popolo è altamente informato" e tende a corrispondere coloro che hanno conseguito un'istruzione superiore; "il restante 70-80% viene alimentato da una costante dieta di programmi di intrattenimento che induce un'apatia per la politica, anche se oggi la propaganda alimentata dalla classe dirigente spesso assume forma di informazione" e le fonti di notizie sono sempre più presunti esperti e non giornalisti.

## Rapporto con la deontologia giornalistica
Sul fronte del diritto di critica, oltre che su quello di cronaca, sono stati proposti interventi a livello legislativo per prevenire il fenomeno, pur valorizzando l'autonomia dell'apporto professionale della categoria giornalistica. "Al direttore spetta vigilare contro la metodologica dissacrazione quotidiana, ribattezzata character killing, sempre più stigmatizzata anche nelle sedi deontologiche più autorevoli. L'assenza dell'elemento di novità, che è proprio di qualsiasi campagna giornalistica, rende la leggera diffamazione ricorrente sempre più simile al malcostume che portò a filmare i calzini pervinca di un giudice milanese (servizio che, mandato in onda in prima serata, ha giustamente guadagnato ai suoi autori la sospensione dall'Ordine)".